# Svetambara
O Svetambara (श्वेतांबर, श्वेतपट, também chamado de Shvetambara ou Shvetambar) é uma das duas principais seitas do jainismo (a outra é o Digambar). Svetambara significa literalmente vestidos de branco, pois é prescrito que seus ascetas vistam apenas roupas brancas, ao contrário do Digambar, que prescreve que seus praticantes ascéticos não vistam roupa alguma.
Os Svetambaras, diferentemente dos Digambaras, não acreditam que as mulheres são incapazes de atingir o Mocsa; ao contrário, os Svetambaras alegam que a 19 ª Tirthankara, Mallinath, era uma mulher.